# Мадинов, Ромин Ризович
Ромин Ризович Мадинов (род. 22 октября 1961) — казахстанский политический деятель, с 1999 года — депутат мажилиса парламента Казахстана 2—5 созывов, в 1999—2006 годах — председатель Аграрной партии Казахстана.

## Биография
Окончил Омский государственный университет.
В середине 1990-х годов Мадинов основал зерновую компанию «Агроцентр» (позже «Агроцентр-Астана»). По данным СМИ по состоянию на 2008 год Ромину Мадинову в крупнейший в Казахстане аграрный холдинг «Агроцентр-Астана» входило 27 предприятий в Акмолинской и Северо-Казахстанской областях, свыше 700 тысяч гектаров сельхозугодий, 5 элеваторов, 4 хлебозавода, 2 нефтебазы, 1 авиакомпания, сеть автомобильных заправок. Также через подставных лиц ему принадлежало несколько предприятий в Омской области.
6 января 1999 года состоялся учредительный съезд Аграрной партии Казахстана, 16 марта 1999 года она прошла регистрацию в Министерстве юстиции Казахстана. С основания на учредительном съезде и до конца самостоятельной деятельности партии в 2006 году её председателем был Ромин Мадинов. В сентябре 1999 года Ромин Мадинов был избран в мажилис парламента Казахстана.
На выборах в мажилис парламента Казахстана 2004 года Аграрная партия Казахстана создала блок с названием «АИСТ» (Аграрно-индустриальный союз трудящихся) с Гражданской партией Казахстана, Ромин Мадинов возглавил на партийный список блока. По итогам выборов блок набрал 7,07 %, по партийному списку от блока в мажилис 3-го созыва был избран один депутат — Ромин Мадинов.
22 ноября 2006 года на VII внеочередном съезде Аграрной партии Казахстана было принято решение о присоединении партии к Республиканской политической партии «Отан» (сейчас Народно-демократическая партия «Нур Отан»). В начале 2007 года Роман Мадинов в программе «Бетпе бет» на телеканале «Хабар» заявил, что первому президенту Казахстана Нурсултану Назарбаеву надо дать возможность править, сколько он пожелает, так как Мадинов не исключил, что в рамках конституционной реформы действующий президент может пойти на третий срок. 4 июля 2007 года XI внеочередном съезде Народно-демократической партии «Нур Отан» Ромин Мадинов был избран в состав бюро политсовета партии.
На выборах в мажилис парламента Казахстана 2007 года Ромин Мадинов был включен в партийный список «Нур Отана». По итогам выборов партия «Нур Отан» набрала 88,41 % голосов и была единственной партией, которая преодолела семипроцентный барьер, а Ромин Мадинов по партийному списку был избран депутатом мажилиса 4-го созыва.
16 января 2009 года судья Медеуского районного суда города Алма-Аты Руслан Сулейманов вынес решение по иску депутата Ромина Мадинова о посягательстве на его честь и достоинство к оппозиционной газете «Тасжарган» и её журналисту Алмасу Кушербаеву. Согласно постановлению суда газета и её журналист солидарно должны были выплатить Мадинову 3 млн тенге (Мадинов в иске запрашивал 300 млн тенге), а также опубликовать опровержение статьи «Бедный латифундист», которая стала поводом и причиной судебного разбирательства. Городской суд Алма-Аты по апелляции газеты и журналиста не только не отменил решение районного суда, но и увеличил размер выплаты в пользу Мадинова до 30 млн тенге. По мнению защитников газеты и журналиста, содержание статьи было об экономическом обосновании повышения цен на хлеб, и она носила дискуссионный, аналитический характер с характерными для этого жанра гипотезами и приёмами для того, чтобы обратить внимание на рассматриваемую проблему, а не на персону Мадинова.

## Критика
В 2008 году председатель экологического союза «Табигат» Мэлс Елеусизов обвинил Мадинова в попытке рейдерства. По словам Елеусизова руководство производственного объединения «Алматынан» в начале 1990-х передало «Табигату» заброшенный детский сад с участком 30 соток. С 2001 года владельцем «Алматынана» стал холдинг «Агроцентр-Астана». Хозяин холдинга Ромин Мадинов согласился оставить землю и здания в собственности экосоюза при условии, что в состав учредителей «Табигата» будут включены три его предприятия. По прошествии нескольких лет Елеусизов предложил акимату Алма-Аты продать ему этот участок, что было поддержано администрацией города. У экосоюза не было трёх миллионов, чтобы заплатить за землю, и Елеусизов попросил деньги у Мадинова, который отказался финансировать сделку. В феврале 2007 года экосоюз с помощью спонсоров смог собрать деньги, и все необходимые документы были переданы в земельный комитет на оформление. Однако через полгода выяснилось, что эта земля была дважды продана, причем вторым покупателем было ТОО «Алматынан» — одно из предприятий Мадинова. Елеусизов поехал в администрацию Алма-Аты и на следующий день получил госакт на землю. 19 января 2008 года собрание членов союза «Табигат» единогласно исключило из состава учредителей все предприятия Мадинова. Сам Мадинов, комментируя ситуацию вокруг участка, заявил:
Поскольку я являюсь депутатом, все коммерческие дела передал в доверительное управление. Но могу заверить, что на участок «Табигата» лично я не претендую...

Ещё раз повторю: лично Мадинов никакого заявления в суд не подавал. Не вижу в этом целесообразности. Если же Мэлс Елеусизов считает что-то неправомерным, пусть подает в суд на меня.

## Награды
- Орден «Парасат» (2011)[12]
- Орден «Курмет»
- Орден «Содружество» (2011, МПА СНГ)[13]